# متیو آپسن
متیو آپسن (به انگلیسی: Matthew Upson) بازیکن فوتبال زادهٔ ۱۸ آوریل ۱۹۷۹ اهل انگلستان است که سابقهٔ بازی در تیم ملی فوتبال انگلستان را در کارنامهٔ خود دارد. وی در تاریخ ۲۲ مه ۲۰۰۳ نخستین بازی ملی خود را در مقابل تیم ملی فوتبال آفریقای جنوبی انجام داد و با حضور در ۲۱ بازی ملی، در تاریخ ۲۷ ژوئن ۲۰۱۰ واپسین بازی ملی‌اش را در برابر تیم ملی فوتبال آلمان برگزار کرد.
این بازیکن توانسته در بازی‌های ملی، ۲ گل به ثمر برساند.